# Пол Окенфолд
Пол Марк Окенфолд (енгл. Paul Mark Oakenfold; рођен 30. августа 1963. у Гринхајту, Енглеска) је један од најпознатијих светских тренс ди-џејева и продуцент.

## Дискографија
| Година | Назив                                                 |
| ------ | ----------------------------------------------------- |
| 1994   | Journeys By DJ Volume 5: Journey Through The Spectrum |
| 1995   | A Voyage into Trance                                  |
| 1996   | Perfecto Fluoro                                       |
| 1997   | Global Underground 004                                |
| 1998   | Tranceport                                            |
| 1998   | Global Underground 007                                |
| 1999   | Essential Millennium with Pete Tong & Fatboy Slim     |
| 1999   | Resident: Two Years of Oakenfold at Cream             |
| 2000   | Perfecto Presents: Travelling                         |
| 2000   | Perfecto Presents: Another World                      |
| 2001   | Swordfish: The Album                                  |
| 2001   | Perfecto Presents Ibiza                               |
| 2002   | Bunkka                                                |
| 2003   | Perfecto Presents: Great Wall                         |
| 2004   | Creamfields                                           |
| 2005   | Perfecto Presents: The Club                           |
| 2006   | A Lively Mind                                         |
| 2007   | Greatest Hits And Remixes                             |